# Hughenden, Alberta
Hughenden är en ort i Kanada.   Den ligger i provinsen Alberta, i den centrala delen av landet, 2 700 km väster om huvudstaden Ottawa. Hughenden ligger 694 meter över havet och antalet invånare är 230. Den ligger vid sjön Hughenden Lake.
Terrängen runt Hughenden är huvudsakligen platt. Hughenden ligger nere i en dal. Trakten runt Hughenden är nära nog obefolkad, med mindre än två invånare per kvadratkilometer.. Hughenden är det största samhället i trakten. 
Trakten runt Hughenden består till största delen av jordbruksmark.